# Josep Carrera
Josep Carrera (Perpinyà, 8 de desembre del 1680 — 11 d'abril del 1737) va ser un metge rossellonès.

## Obres
- Animadversiones in circulatores.  Perpinyà: Vigé, 1714.
- Dissertatio medica de febribus, 1718.
- Essai sur les effets de la méthode du bas peuple pour guérir les fièvres, 1721.